# Granat Skarżysko-Kamienna
Granat Skarżysko-Kamienna – jeden z najstarszych klubów piłkarskich województwa świętokrzyskiego występujący obecnie (sezon 2024/2025) w IV lidze, gr. świętokrzyskiej. Największym osiągnięciem klubu było zajęcie 1. miejsca w III lidze, w sezonie 2013/14 (przegrana w barażach o awans do II ligi z Sokołem Ostróda, w dwumeczu 2:2, w karnych dla Sokoła 4:2).
Klubowe barwy: niebiesko-biało-czerwone.

## Występy ligowe w XXI wieku
Źródło:
| sezon   | liga                                   | poziom ligowy | miejsce | punkty | bramki | uwagi                                    |
| ------- | -------------------------------------- | ------------- | ------- | ------ | ------ | ---------------------------------------- |
| 2001/02 | IV liga, gr. świętokrzyska             | IV            | 9/16    | 42     | 40-46  | pod nazwą Granat/Ruch Skarżysko-Kamienna |
| 2002/03 | IV liga, gr. świętokrzyska             | IV            | 4/18    | 53     | 52-36  | pod nazwą Granat/Ruch Skarżysko-Kamienna |
| 2003/04 | IV liga, gr. świętokrzyska             | IV            | 6/16    | 50     | 54-35  | [ a ]                                    |
| 2004/05 | IV liga, gr. świętokrzyska             | IV            | 6/16    | 44     | 40-33  |                                          |
| 2005/06 | IV liga, gr. świętokrzyska             | IV            | 9/15    | 36     | 35-37  |                                          |
| 2006/07 | IV liga, gr. świętokrzyska             | IV            | 7/16    | 41     | 41-42  |                                          |
| 2007/08 | IV liga, gr. świętokrzyska             | IV            | 8/16    | 46     | 57/40  | awans po barażach                        |
| 2008/09 | III liga, gr. małopolsko-świętokrzyska | IV            | 15/16   | 19     | 22-76  | , spadek                                 |
| 2009/10 | IV liga, gr. świętokrzyska             | V             | 8/16    | 46     | 44-36  |                                          |
| 2010/11 | IV liga, gr. świętokrzyska             | V             | 1/16    | 68     | 71-23  | awans                                    |
| 2011/12 | III liga, gr. małopolsko-świętokrzyska | IV            | 4/16    | 51     | 45-26  |                                          |
| 2012/13 | III liga, gr. małopolsko-świętokrzyska | IV            | 3/16    | 59     | 47-25  |                                          |
| 2013/14 | III liga, gr. małopolsko-świętokrzyska | IV            | 1/18    | 77     | 71-32  | przegrane baraże o awans                 |
| 2014/15 | III liga, gr. małopolsko-świętokrzyska | IV            | 6/18    | 57     | 55-31  | wycofanie z rozgrywek po sezonie         |
| 2015/16 | Klasa okręgowa, gr. świętokrzyska      | VI            | 4/16    | 51     | 61-26  |                                          |
| 2016/17 | Klasa okręgowa, gr. świętokrzyska      | VI            | 3/16    | 67     | 60-21  | przegrane baraże o awans                 |
| 2017/18 | Klasa okręgowa, gr. świętokrzyska      | VI            | 1/16    | 85     | 116-19 | awans                                    |
| 2018/19 | IV liga, gr. świętokrzyska             | V             | 3/18    | 74     | 91-40  |                                          |
| 2019/20 | IV liga, gr. świętokrzyska             | V             | 4/18    | 35     | 33-17  | [ c ]                                    |
| 2020/21 | IV liga, gr. świętokrzyska             | V             | 6/20    | 65     | 81-45  |                                          |
| 2021/22 | IV liga, gr. świętokrzyska             | V             | 4/18    | 62     | 69-33  |                                          |
| 2022/23 | IV liga, gr. świętokrzyska             | V             | 5/18    | 67     | 77-33  |                                          |
| 2023/24 | IV liga, gr. świętokrzyska             | V             | 13/18   | 44     | 66-56  |                                          |
| 2024/25 | IV liga, gr. świętokrzyska             | V             | 18/18   | 27     | 43-66  | spadek                                   |

## Historia
Jako oficjalna data założenia uważany jest dzień 22 maja 1928 roku. Powstał w wyniku inicjatywy pracowników Państwowej Fabryki Amunicji. Założone przez nich w 1927 roku koło sportowe "Elaboracja" zmieniło rok później swoją nazwę na Granat. Stanowisko prezesa klubu objął inż. Władysław Pacak.
W trakcie swego istnienia doszło do kilku zmian nazwy klubu. Od roku 1949 nosił nazwę Stal, która została zmieniona w 1955 na ZKS Granat. W roku 2000 doszło do połączenia klubu z KKS Ruch Skarżysko-Kamienna, co zaowocowało zmianą nazwy na Granat/Ruch. Obecnie klub występuje pod nazwą KS Granat z powodu rozłączenia się klubów w 2003 roku. W sezonie 2013/2014 zdobył mistrzostwo III ligi, grupy małopolsko-świętokrzyskiej, zapewniając sobie baraże o II ligę. Ostatecznie się tam nie dostał po porażce z Sokołem Ostróda (w dwumeczu 2:2, w karnych dla Sokoła 4:2). W następnym sezonie klub wycofał się z III ligi przez kłopoty finansowe, co spowodowało spadek do klasy okręgowej. W niej spędził 3 sezony, kiedy to awansował do IV ligi, gdzie występuje obecnie.

## Stadion
Stadion Granatu we wcześniejszych latach był jednym z największych stadionów na terenie Kielecczyzny. Jego pojemność wynosiła 25 000 osób, ale w wyniku przebudowy posiada obecnie ok. 2 – 2,5 tys. miejsc (w większości ławki), w tym ok. 700 siedzisk w postaci krzesełek. Na stadionie występowali znani piłkarze, a w organizowanych przez klub turniejach zagrały największe polskie drużyny piłkarskie: Widzew Łódź, Legia Warszawa, Górnik Zabrze, Lech Poznań, Ruch Chorzów czy ŁKS Łódź. Wizytę w klubie i na stadionie złożył także Kazimierz Górski, który w tamtym czasie trenował Panathinaikos Ateny.

## Znane postacie związane z klubem
- Arkadiusz Bilski – piłkarz I-ligowy, był asystentem trenera Korony Kielce w sezonie 2007/2008, został jednak zwolniony dyscyplinarnie z powodu oskarżeń  o korupcję. Obecnie (sezon: 2022/2023) trener drużyny Neptun Końskie, wcześniej trenował m.in. Star Starachowice.
- Petro Kuszłyk – szkoleniowiec pracujący w klubie w latach dziewięćdziesiątych, prowadził także m.in.: Widzew Łódź oraz reprezentację olimpijską Ukrainy.
- Marek Graba – wychowanek klubu, następnie zawodnik m.in. Cracovii, Błękitnych Kielce, KSZO Ostrowiec Świętokrzyski, później trener.